# Judit Puigdomènech Roca
Judit Puigdomènech Roca es una cantautora y actriz española, conocida artísticamente como Ju, nacida en Gurb (Osona) el 1992. Su formación incluye música, danza y arte dramático. Ha publicado dos discos (hasta 2019) de música pop con temas propios cantados en catalán.

## Biografía
Ju es una artista emergente en el panorama musical catalán. Hija del guitarrista Ricard Puigdomènech, quien fue miembro fundador de Los Trogloditas (después Loquillo y los Trogloditas), guitarrista y compositor de Strombers y productor de grupos catalanes emblemáticos como Sopa de Cabra o Lax'n'Busto, Ju creció en un ambiente musical, lo que determinó su formación desde corta edad. Posteriormente también estudió artes escénicas, completando los estudios de Arte Dramático en la escuela Eòlia. También había iniciado estudios de Filología en la Universidad Autónoma (UAB).
Su música se inscribe en el pop-rock, pero con influencias de reggae y de rythm and blues. En sus actuaciones en directo canta acompañada de su banda (formada por Arnau Martín, guitarra; Jordi Junyent, batería; David Vila, bajo; Raimon Bonvehí, teclado; Armand Noguera, trompeta, y Gerard Serrano, trombón), destacando por su puesta en escena con coreografías donde muestra su formación en expresión corporal y un amplio registro vocal con reminiscencias de rythm and blues, aunque que a menudo también da conciertos en formato acústico, acompañada de guitarra y piano.
Judit Puigdomènech debutó en la escena musical el 2016, con un primer àlbum titulado El món es mou, un disco de edición propia, grabado en el estudio de su padre, Sonic Studios, el cual colaboró también en la producción. De este trabajo había presentado previamente dos videoclips: "Temps" y "Decisió". 
El 2018 lanzó su segundo disco, Bandera blanca, editado por RGB Music. En este àlbum las canciones de la autora toman cierto tono social y reivindicativo, y suponen un gran paso adelante en su propuesta alejada de las corrientes musicales que predominan en la escena catalana de los últimos años.
Ha actuado, entre otros, en el Festival de Torroella de Montgrí (julio 2018), en el Festival de Música de Begur (agosto 2018), en la Marató de TV3, en la Gala de los XI Premios Gaudí de 2019, en el Talarn Music Experience, en el Festival Canet Rock (2019), en el Festival Sota la Palmera de Tarragona y en el 7ª Festival Jardins de Pedralbes (2019).
En julio de 2019 impartió un taller de composición de canciones en el marco del Campus Rock Girona 2019.

## Premios y menciones
- Finalista del Premio VicSona 2016.[12]
- Ganadora del Premio Èxit del concurso Sona 9, en la edición de 2017.[12][6]
- Nominada a Artista revelación en los premios ARC (2018).[13]

## Discografía
- El món es mou (Sonic Studios, 2016)
- Temps (single y videoclip del disco El món es mou)
- Bandera blanca (RGB suports, 2018)
- "Color d'Esperança", en el CD colectivo La investigació dona vida (La Marató, 2018), con David Busquets.